# فضيحة الصندوق السيادي الماليزي
فضيحة الصندوق السيادي الماليزي أو فضيحة صندوق وان إم دي بي السيادي (بالإنجليزية: 1Malaysia Development Berhad scandal) هي فضيحة سياسية قائمة تحدث في ماليزيا. في عام 2015، اتُّهم رئيس الوزراء الماليزي آنذاك نجيب رزاق بتحويل ما يزيد عن 2.67 مليار رينغيت ماليزي (700 مليون دولار أمريكي) من صندوق الاستثمار الماليزي -شركة استثمار إستراتيجي تديرها الحكومة- إلى حساباته المصرفية الشخصية. أثار هذا الحدث انتقادات واسعة النطاق بين الماليزيين، ودعا الكثيرون إلى استقالة نجيب رزاق، من ضمنهم مهاتير محمد، أحد أسلاف نجيب في منصب رئيس الوزراء، الذي هزم نجيب في نهاية المطاف وعاد ال ام  السلطة بعد الانتخابات العامة لعام 2018. جود  الطنايا شي 
شكك أنور إبراهيم علنا بأوراق اعتماد صندوق وان إم دي بي للتنمية. وأخبر البرلمان أنه طبقاً للسجلات التي تحتفظ بها لجنة الشركات في ماليزيا [الإنجليزية]، فإن الشركة «ليس لديها عنوان عمل ولا يوجد لها مُدقق حسابات معين». وفقًا لحساباتها المودعة علنًا، كان لدى 1MDB ما يقرب من 42 مليار رينغيت ماليزي (11.73 مليار دولار أمريكي) من الديون. نتج جزء من هذا الدين عن إصدار سندات مضمونة من الدولة بقيمة 3 مليارات دولار أمريكي لعام 2013 بقيادة بنك غولدمان ساكس الاستثماري، الذي تم الإبلاغ عن تلقيه رسومًا تصل إلى 300 مليون دولار عن الصفقة، على الرغم من أن البنك يُشكك في هذا الرقم. دعا مجلس مؤتمر الحكام الماليزي إلى تحقيق فوري في الفضيحة، قائلاً إنها تسبب أزمة ثقة في ماليزيا.
بعد الانتخابات العامة الماليزية 2018، أعاد رئيس الوزراء المُنتخب حديثًا مهاتير محمد فتح التحقيق في فضيحة صندوق وان إم دي بي السيادي. في 15 يوليو 2020، أعلنت إدارة الهجرة الماليزية عن وضع نجيب عبد الرزاق وزوجته ضمن قائمة الممنوعين من مغادرة البلاد. اتُهم نجيب بخيانة الأمانة وغسيل الأموال وسوء استخدام السلطة، بينما اتهم رجُل الأعمال الماليزي جو لو بغسيل الأموال. واصلت وزارة العدل الأمريكية تحقيقاتها الخاصة بخُصوص الصندوق، مُدعية أن أكثر من 4.5 مليار دولار أمريكي تم تحويلها من صُندوق وان إم دي بي السيادي من قبل جو لو ومُتآمرين آخرين بما في ذلك مسؤولون من ماليزيا والمملكة العربية السعودية والإمارات العربية المتحدة. في 28 يوليو 2019، أُدين نجيب بسبع تهم تتعلق بشركة إس آر سي إنترناشيونال، وهي شركة وهمية تابعة لصُندوق وان إم دي بي، وحُكم عليه بالسجن لمدة 12 عامًا.
كان المُبلغ هو المصرفي السويسري والمدير السابق لشركة بترو سعودي، زافييه خوستو.

## عرض الصحف والبريد الإلكتروني
أفادت البوابة الإخبارية ساراواك ريبورت وصحيفة صنداي تايمز البريطانية، باستخدام مراسلات مسربة بالبريد الإلكتروني، أن الممول المقيم في بينانق، جو لو، الذي تربطه علاقة مع ابن زوجة نجيب، اختلس 700 مليون دولار أمريكي من صفقة مشروع مشترك بين صندوق الاستثمار الماليزي وبترو سعودي الدولية عبر شركة غود ستار المحدودة. مع أن لو لم يتولَّ قط منصبًا رسميًا في صندوق الاستثمار الماليزي، يوصف بأنه شخص تُطلَب مشورته بانتظام بشأن صندوق الاستثمار الماليزي دون أن يتمتع بأي سلطة لصنع القرار. كشفت رسالة بالبريد الإلكتروني أن جو لو حصل على موافقة رئيس الوزراء نجيب على قرض بقيمة مليار دولار أمريكي دون موافقة البنك المركزي الماليزي. عرضت ساراواك ريبورت محضر اجتماع لصندوق الاستثمار الماليزي أن الرئيس التنفيذي أرول كاندا سلّم بياناتٍ مصرفية زائفة تخص حسابات شركته الفرعية في فرع سنغافورة لبنك بي إس آي. أنكر أرول كاندا الادعاء بأنه سلّم بياناتٍ مصرفية زائفة للبنك المركزي الماليزي.
زعم تقرير نشرته وول ستريت جورنال أن صندوق الاستثمار الماليزي اشترى أصولًا للطاقة في ماليزيا بأسعار تفوق قيمتها عبر مجموعة جينتينغ في عام 2012. ثم زُعم أن جينتينغ تبرعت بهذه الأموال إلى مؤسسة يسيطر عليها نجيب رزاق الذي استخدم هذا التمويل لأغراض الحملة الانتخابية خلال الانتخابات العامة 2013. وفقًا لتقرير إخباري نقلًا عن صندوق الاستثمار الماليزي، أنكرت الشركة أنها دفعت مبالغ زائدة على أصولها من الطاقة. نُقل عن صندوق الاستثمار الماليزي قوله إن عمليات الاستحواذ على الطاقة لم تتم إلا عندما اقتنعت الشركة بقيمتها على المدى الطويل.
قدّمت وول ستريت جورنال ادعاءات أخرى حول تحويل 700 مليون دولار أمريكي من صندوق الاستثمار الماليزي وإيداعها في حسابات إي إم بنك وبنك أفين باسم نجيب رزاق. جمّدت فرقة العمل التي كُلّفت بالتحقيق في هذه الادعاءات ستة حسابات مصرفية مرتبطة بنجيب وصندوق الاستثمار الماليزي. بعدها برّأت لجنة مكافحة الفساد الماليزية صندوق الاستثمار الماليزي من هذا الادعاء في أغسطس 2015. أصدرت لجنة مكافحة الفساد الماليزية بيانًا قالت فيه -من ضمن أمور أخرى- «وجدت نتائج التحقيق أن المبلغ 2.6 مليار رينغيت ماليزي الذي يُزعم أنه حُوِّل إلى حساب نجيب رزاق جاء من مساهمات المانحين وليس من صندوق الاستثمار الماليزي».
ووفقًا لمصادر رفيعة المستوى، فإن ثلاثة من الحسابات المصرفية المجمَّدة تخص نجيب رزاق. كشفت صحيفة وول ستريت جورنال تفاصيل الحسابات المصرفية على الإنترنت لدحض إنكار نجيب رزاق وأنصاره. جمّدت شرطة سنغافورة حسابين مصرفيين في سنغافورة فيما يتعلق بتحقيقاتها الخاصة في سوء الإدارة المالية المزعوم لصندوق الاستثمار الماليزي، بعد أن ذكرت تقارير أن ودائع بقيمة 700 مليون دولار أمريكي نُقلت عبر بنك فالكون في سنغافورة إلى حسابات نجيب رزاق الشخصية في ماليزيا. ومع ذلك، أنكر صندوق الاستثمار الماليزي معرفته بتجميد حساباته، وقال إنه لم يتلقّ أي اتصال من سلطات التحقيق الأجنبية.
نقلت وول ستريت جورنال أيضًا أن صندوق الاستثمار الماليزي حوّل 850 مليون دولار تقريبًا عبر ثلاث معاملات في عام 2014 إلى شركة مسجلة في جزر العذراء البريطانية باسم يوحي أنها تحت سيطرة شركة الاستثمارات البترولية الدولية (آيبيك)، وفقًا لمستندات الحوالات المصرفية.
أصدرت وول ستريت جورنال تقريرًا يفيد بأن صندوق الاستثمار الماليزي تخلّف عن دفع 1.4 مليار دولار أمريكي لأداة استثمار دولة الإمارات العربية المتحدة، شركة الاستثمارات البترولية الدولية (آيبيك). كان من المفترض دفع الأموال لشركة آيبيك بعد أن ضمنت سندًا بقيمة 3.5 مليار دولار أمريكي صادر عن صندوق الاستثمار الماليزي لتمويل شرائه أصول محطات الطاقة في عام 2012. أصدرت وول ستريت جورنال تقريرًا آخر تقول فيه أن هناك أيضًا مبلغ 993 مليون دولار أمريكي من المفترض أن يدفعه صندوق الاستثمار الماليزي لشركة آيبيك. ردّ صندوق الاستثمار الماليزي على تقرير وول ستريت جورنال قائلًا إن الشركة ما تزال تتمتع بعلاقة تجارية قوية مع شركة آيبيك، كما ثبت من خلال تطبيق ورقة شروط ملزمة شهدت التزام شركة آيبيك تجاه سند وفائدة بقيمة 3.5 مليار دولار أمريكي -يحتفظ به حاليًا صندوق الاستثمار الماليزي- وتابعت دفعة نقدية بقيمة مليار دولار أمريكي قدّمتها شركة آيبيك إلى صندوق الاستثمار الماليزي في يونيو. في بداية أكتوبر 2015، أعادت آيبيك تأكيد التزامها بالعمل مع صندوق الاستثمار الماليزي ووزارة المالية الماليزية.
وأشار تقرير آخر نشرته وول ستريت جورنال إلى أن صندوق الاستثمار الماليزي، فيما يتعلق بشركة دوسيبل كابيتال مانجمنت محدودة المسؤولية، وقّع اتفاقية مشروع مشترك لإنشاء صندوق يوروس للأسهم الخاصة لتطوير محطات الطاقة الشمسية في ماليزيا. بعد ستة أشهر من توقيع اتفاقية المشروع المشترك، اشترى صندوق الاستثمار الماليزي حصة دوسيبل البالغة 49% من يوروس مقابل 69 مليون دولار أمريكي قبل البدء بعمليات البناء. وفقًا لمعلومات التحويل المصرفي، كشفت وول ستريت جورنال أن نجيب رزاق أنفق ما يقرب من 15 مليون دولار أمريكي على الملابس والمجوهرات والسيارات في أماكن مثل الولايات المتحدة وسنغافورة وإيطاليا باستخدام بطاقة ائتمان يُدفع لها من أحد حسابات نجيب رزاق المصرفية الخاصة، والتي تم تحويل أموال صندوق الاستثمار الماليزي إليها.